# Gunderico
Gunderico (in vandalo: Guntharîx, in latino: Gundericus; Germania antica, 379 – Siviglia, 428) è stato re dei Vandali della stirpe degli Asdingi (407 - 428) e degli Alani (419 - 428), nella penisola iberica. Fu il re che condusse i Vandali, popolazione germanica originariamente stanziata lungo le rive dell'Oder, nell'odierna Polonia, a prendere parte alle invasioni barbariche che sconvolsero l'Impero romano d'Occidente durante il V secolo.

## Biografia
Era figlio di Godigisel, il re dei Vandali Asdingi e di una nobile vandala, Flora. Suo padre portò la tribù degli Asdingi a stanziarsi presso il fiume Reno, frontiera naturale dell'impero romano. Nel 406 i Vandali entrarono in guerra contro i Franchi, che cercarono inutilmente di respingere la loro avanzata. Durante uno di questi scontri, nel dicembre del 406, Godigisel fu colpito a morte. A questi successe Gunderico.
Gunderico guidò i Vandali della tribù degli Asdingi oltre il Reno, il 31 dicembre del 406, a Magonza, che fu rasa al suolo, e poi attraversarono rapidamente la Gallia, razziando i villaggi e le città che incontravano lungo il loro cammino, sino ad arrivare ai Pirenei, dove si fermarono di fronte ai passi fortificati e si riversarono nella Gallia Narbonense.
Nell'autunno del 409, assieme a Svevi, Alani e Silingi, probabilmente con la complicità del governatore romano della penisola iberica, Geronzio, che mirava a crearsi uno stato indipendente, attraversarono i Pirenei dove per circa due anni portarono distruzioni e saccheggi. Per due anni le popolazioni barbare che erano giunte nella penisola iberica, tre di origine germanica, i Vandali Asdingi, i Vandali Silingi ed i Suebi, e una non germanica, gli Alani, si aggirarono per le fiorenti campagne iberiche, abbandonandosi al saccheggio ed alle devastazioni:
(Idazio, Cronaca, 410)
Secondo la testimonianza del cronista Idazio, nel 411 gli invasori si spartirono le terre occupate in questo modo:
(Idazio, Cronaca, 410)
Tutta la Spagna, tranne la Tarraconense rimasta ai Romani, risultò dunque occupata dai Barbari nell'anno 411. Secondo Procopio, storico vissuto nel VI secolo, i Barbari avrebbero avuto il riconoscimento dell'occupazione dei territori da parte di Roma, ottenendo dunque lo status di foederati e un terzo delle proprietà dei Romani, in cambio del giuramento di fedeltà all'imperatore (410); al contrario Orosio, vissuto all'epoca dei fatti, afferma esplicitamente che l'occupazione fu illegale. Tra le due testimonianze discordanti, Heather propende a dare credito a quella di Orosio, in quanto fonte più vicina cronologicamente ai fatti.
Nell'inverno del 414-415, cominciarono ad arrivare nella penisola iberica, a Barcino e dintorni, i primi Goti, perseguitati dalla carestia e soprannominati truli, perché pagavano con un pezzo d'oro ogni trula di grano, che acquistavano.
La pace durò solo pochi anni e già nel 416, il re dei Visigoti, Walia si presentò, a nome dell'imperatore, nella penisola iberica con un possente esercito per liberarla dai barbari: attaccò, per primi, i Vandali Silingi che, dopo diversi scontri, nel 418, furono annientati ed il loro re, Fredbaldo, fu inviato prigioniero a Ravenna, dall'imperatore; i pochi superstiti si unirono ai Vandali Asdingi. Quindi furono presi di mira gli Alani, e sempre nel 418, Attaco, re degli Alani, morì in una sanguinosa battaglia contro i Visigoti, guidati da Walia. Gli Alani, gravemente sconfitti, rinunciarono ad eleggere un nuovo re e molti dei sopravvissuti chiesero protezione ed al contempo offrirono la corona degli Alani al re dei Vandali, Gunderico, che la accettò, diventando da allora rex Vandalorum et Alanorum, re dei Vandali e degli Alani.
Prima che Valia, alla fine del 418, si scatenasse contro Suebi e Vandali Asdingi, fu richiamato in Gallia dal generale romano Flavio Costanzo; consegnò ai Romani le province da lui recuperate di Betica, Lusitania e Cartaginense, ricevendo in cambio lo stanziamento per il suo popolo nella Valle della Garonna, in Aquitania.
Gunderico, scampato il pericolo, si volse contro i Suebi, che si ritirarono sui monti asturiani e cantabrici e si arroccarono sulla Cordigliera Cantabrica (419); intervennero però le milizie romane, in soccorso degli Svevi, che, nel 420, costrinsero i Vandali ad arretrare sino alla provincia dove in precedenza erano stanziati i Silingi, la Betica, oggi nota come Andalusia. Dall'arrivo delle truppe di Gunderico venne infatti chiamata "Vandalusia".
Alcuni anni dopo, nel 422, le orde vandale, guidate da Gunderico, riportarono una grande vittoria, grazie alla slealtà dei Visigoti nei confronti dei Romani, contro un esercito romano-gotico guidato da Castino:
(Idazio, Cronaca, 422)
In seguito a queste vittorie, molti porti iberici furono conquistati, e le galee requisite dai vincitori. I Vandali diventarono così la prima popolazione teutonica a sviluppare una propria marina e a darsi alla pirateria, con la quale arrivarono poco dopo, nel 425, a sbarcare e razziare in Mauritania e sulle Baleari; in quegli stessi anni caddero anche gli ultimi due baluardi romani nel sud della penisola iberica: Cartagena e Siviglia.
Dopo la morte di Gunderico, avvenuta intorno al 428 a Siviglia, venne eletto nuovo sovrano il fratellastro Genserico il quale, lasciando la Spagna in mano ai Visigoti, si volse alla conquista dell'Africa romana.